# Samer Peerachai

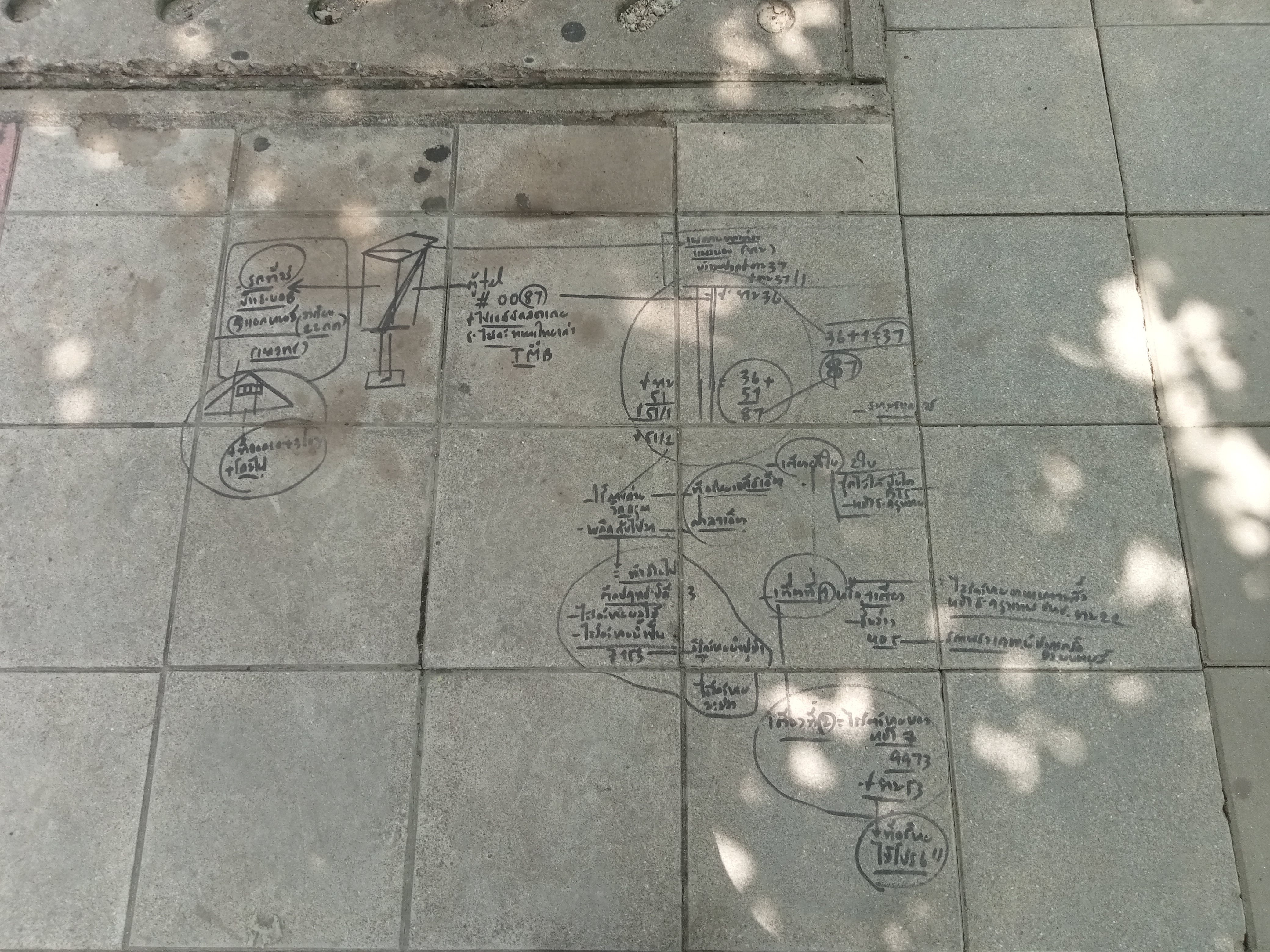
Graffitis de Peerachaï.

Samer Peerachai ou Pichai Rattanapornchai, surnommé « Le Professeur Fou » (The Mad Professor), né vers 1955, est un sans-abri thaïlandais connu pour ses graffitis dessinés au cours des années sur les abribus, murs et trottoirs de la ville de Bangkok.
Ses graffitis sont des cartes mentales dessinées au marqueur noir, composées de diagrammes, symboles, chiffres et mots en thaï et en anglais. 
Ces productions sont rattachées à l'art brut par différents commentateurs. Leur auteur cependant, plusieurs fois interné pour maladie mentale, ne considère pas son œuvre comme de l'art urbain mais comme un moyen de révéler différentes énigmes et complots, liés par exemple à la mort de ses proches ou à des persécutions dont il serait la cible.
Les graffitis de Samer Peerachai ont été présentés en 2019 dans une exposition d'art brut au Centre culturel et artistique de Bangkok.